# 舊埃莫松湖
46°3′45″N 6°53′21″E / 46.06250°N 6.88917°E

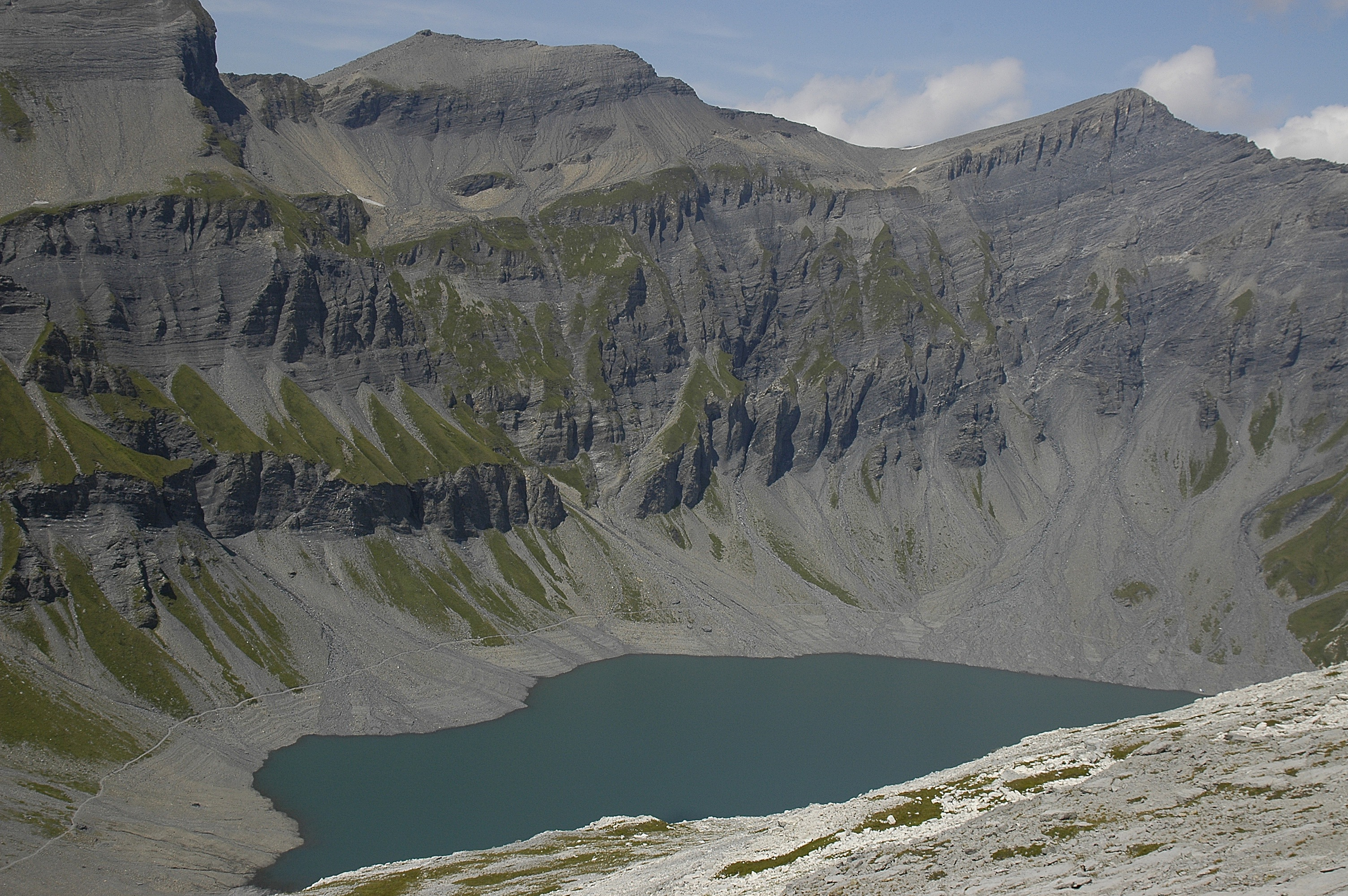

舊埃莫松湖（Lac du Vieux Emosson），是瑞士的水庫，位於該國西南部，由瓦萊州負責管轄，長1.5公里，面積0.6平方公里，海拔高度2,205米，最大水深42米，水體容量1,380萬立方米。